# Monastère de Zavidince
Le monastère de Zavidince (en serbe cyrillique : Манастир Завидинце ; en serbe latin : Manastir Zavidince) est un monastère orthodoxe serbe situé à Zavidince, dans le district de Pirot et dans la municipalité de Babušnica en Serbie.
Le monastère est dédié à saint Georges et, localement, associé au prophète saint Élie.

## Présentation
Selon certaines données historiques, le monastère a été construit en 1364, grâce aux frères Mrnjavčević. Le reste de l'histoire du monastère reste inconnu.
L'église actuelle, sans doute construite sur les fondations d'un édifice plus ancien, a été bâtie en 2012 et ornée de fresques. Le konak est encore en construction.